# Шерникау
Шерникау (нем. Schernikau) — деревня в Германии, в земле Саксония-Анхальт, входит в район Штендаль в составе городского округа Бисмарк.
Население составляет 448 человек (на 31 декабря 2008 года). Занимает площадь 13,19 км².

## История
Первое упоминание о поселении относится к 1292 году.
1 января 2010 года, после проведённых реформ, Шерникау вошёл в состав городского округа Бисмарк в качестве района. В этот район также входит деревня Белькау.

## Галерея

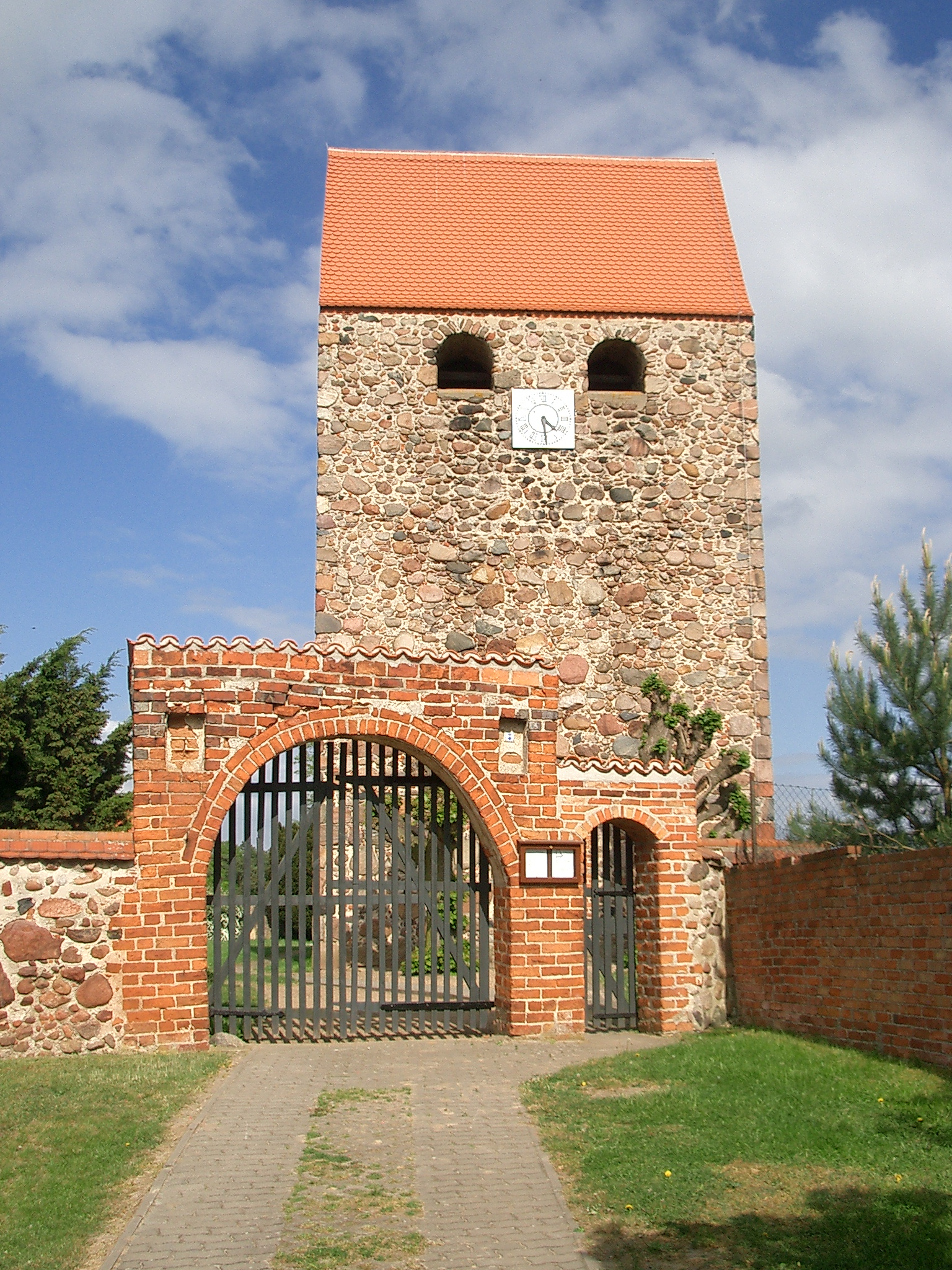
Церковь в Шерникау
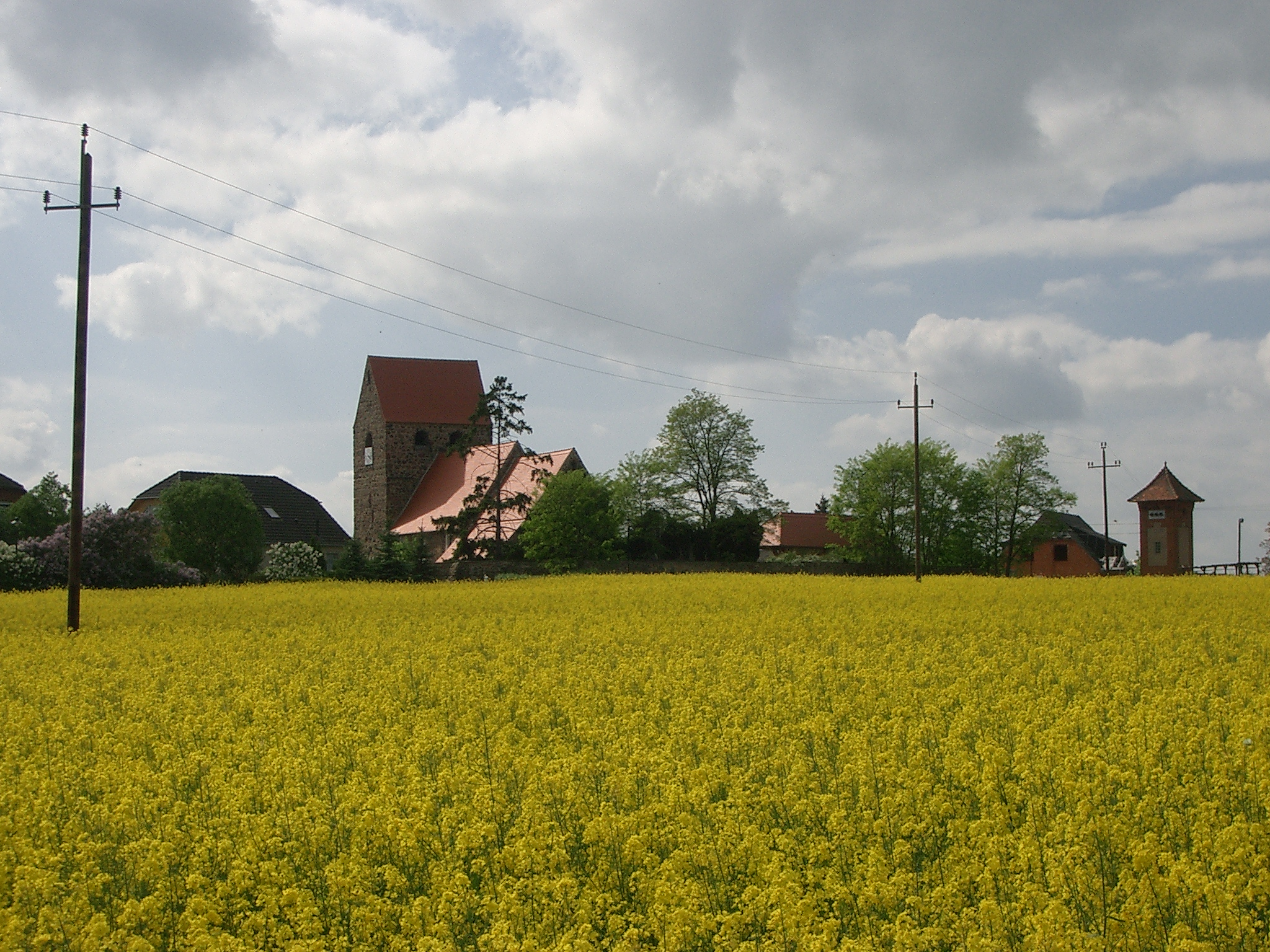
Вид на Шерникау из поля